# Supercoupe de Turquie féminine de volley-ball
La Supercoupe de Turquie de volley-ball féminin est une compétition de volley-ball qui oppose le champion de Turquie au vainqueur de la coupe de Turquie. La première édition de la supercoupe de Turquie de volley-ball féminin a eu lieu au cours de la saison 2008-2009. Ce match se joue avant le premier match de la saison régulière.

## Palmarès
| Année | Vainqueur                | Score                                     | Finaliste                |
| ----- | ------------------------ | ----------------------------------------- | ------------------------ |
| 2009  | Fenerbahçe İstanbul      | 3 - 0 (25-23, 25-11, 25-22)               | Eczacıbaşı İstanbul      |
| 2010  | Fenerbahçe İstanbul      | 3 - 1 (25-22, 22-25, 25-12, 25-17)        | VB Güneş Sigorta         |
| 2011  | Eczacıbaşı İstanbul      | 3 - 1 (25-15, 25-23, 15-25, 25-19)        | Fenerbahçe İstanbul      |
| 2012  | Eczacıbaşı İstanbul      | 3 - 0 (25-19, 25-18, 25-20)               | Galatasaray İstanbul     |
| 2013  | Vakıfbank İstanbul       | 3 - 2 (22-25, 25-21, 25-14, 21-25, 15-5)  | Eczacıbaşı İstanbul      |
| 2014  | Vakıfbank İstanbul       | 3 - 0 (25-20, 25-18, 25-23)               | Fenerbahçe İstanbul      |
| 2015  | Fenerbahçe İstanbul      | 3 - 2 (25-20, 19-25, 17-25, 25-14, 15-8)  | Vakıfbank İstanbul       |
| 2016  | compétition non disputée | compétition non disputée                  | compétition non disputée |
| 2017  | Vakıfbank İstanbul       | 3 - 0 (25-14, 25-18, 25-22)               | Fenerbahçe İstanbul      |
| 2018  | Eczacıbaşı İstanbul      | 3 - 1 (20-25, 25-22, 25-17, 25-19)        | Vakıfbank İstanbul       |
| 2019  | Eczacıbaşı İstanbul      | 3 - 2 (25-14, 25-21, 25-27, 20-25, 15-11) | Vakıfbank İstanbul       |
| 2020  | Eczacıbaşı İstanbul      | 3 - 2 (25-14, 25-22, 18-25, 25-27, 15-12) | Vakıfbank İstanbul       |

## Bilan par club
| Club                | Titres | Ville    | Année                        |
| ------------------- | ------ | -------- | ---------------------------- |
| Eczacıbaşı İstanbul | 5      | Istanbul | 2011, 2012, 2018, 2019, 2020 |
| Fenerbahçe İstanbul | 3      | Istanbul | 2009, 2010, 2015             |
| Vakıfbank İstanbul  | 3      | Istanbul | 2013, 2014, 2017             |